# Stanisław Chrząstowski
Stanisław Chrząstowski – polski działacz polityczny, prawnik, prezydent Mińska w latach 1909–1917 i w 1918. 

## Życiorys
Podczas pierwszych wolnych wyborów samorządowych w Rosji wszedł w skład ziemstwa guberni mińskiej. Jako prawnik reprezentował dumę miejską w sporach z kamienicznikami. Angażował się społecznie, był m.in. członkiem Mińskiego Towarzystwa Amatorów Sportu. W 1900 został radnym miejskim, kandydując z polskich list jako przedstawiciel towarzystwa akcyjnego "Sokół", zajmującego się wytwarzaniem krochmalu. Zasiadał w komisji teatralnej, gdzie występował m.in. za publikowaniem afiszy teatralnych w języku polskim. 
28 czerwca 1909 rada miejska wybrała go na burmistrza Mińska – pokonał jednym głosem dra Ryszarda Janowskiego. Urząd pełnił przez dwie kadencje aż do pierwszych demokratycznych wyborów do dumy, w wyniku których Polacy stracili większość w radzie miasta. W czasie jego rządów Mińsk znacznie się rozwinął – jego kadencja przyrównywana jest do czasów Karola Huttena-Czapskiego. W wyborach czerwcowych z 1917 został jednym z 12 radnych z listy Polskiego Komitetu Wyborczego, będącego platformą działaczy polskich zorientowanych narodowo.
26 października (8 listopada) 1917 roku został wybrany na stanowisko naczelnika Polskiej Straży Obywatelskiej.
Po wkroczeniu wojsk niemieckich do Mińska w czasie I wojny światowej został ponownie mianowany komisarzem miasta – funkcję tę pełnił od 21 do 31 maja 1918. W okresie wojny związał się z białoruskim ruchem narodowym – objął tekę ministra finansów w rządzie Ramana Skirmunta. W 1920 pracował w Mińsku jako notariusz.